# グスクカンアオイ
グスクカンアオイ（城寒葵、Asarum gusk）は、ウマノスズクサ科カンアオイ属の多年草。
名前は、グスク(城)のカンアオイの意味。鹿児島県奄美大島の固有種で、島中部の常緑広葉樹林内に生育。

## 分類
植物学者でカンアオイ属の研究で知られる前川文夫が、1936年以来採集し、正規の名前を付けずに発表した新種のうちの1つ。
前川の没後、1988年に初島住彦と山幡英示が南西諸島関係のものについて完全な記載を加えて発表した中で、最初の発見場所である住用村のグスク（城）にちなみ名付けた。
花被の構造は日本産のカンアオイ属の中でも特異で、従来の分類による節のどれにも属さない。

## 生態
奄美大島の固有種で、分布は島の中南部に偏り、多くは山の中腹上部、標高300-450mの常緑広葉樹の林床に自生しているのが確認されている。
葉は、長さ6-9cm、幅5-6cmで、基部はハート型で先が狭卵形や鏃形に伸びた形をしており、暗緑色で光沢はない。葉の表面や縁、5-8cmの長さの葉柄に細かい毛が散生する。
花は淡緑色から緑褐色の地に紫がかった色で、短い花柄に壺状の8-16mmの長さの萼筒が付き、筒の口にヒダ状の隆起が平開する。
咢筒内部の網状突起はあまり発達せず、雄蕊・雌蕊が収まる下部の壁に不完全な格子や痕跡程度の筋状隆起が見られる。
雌蕊は6本、雄蕊は12本。開花は1月末から始まり、2月末には殆どの株が開花している。

## 保護
生息場所が限られ、森林伐採による環境の変化および盗採により、野生種の絶滅が危惧されている。
IUCNレッドリストの2015年の評価では、生存数はおよそ100株、生息地域は100平方km以下と推定し、絶滅危惧ⅠA類(CR)に分類している。
環境省レッドリストでも、推定開花株数が50個体未満として同じく絶滅危惧ⅠA類(CR)に分類している。
鹿児島県のレッドデータでは、絶滅危惧1類：絶滅の危機に瀕している種 に分類されている。